# Abborrtjärnen (Dalby socken, Värmland)
Abborrtjärnen är en sjö i Torsby kommun i Värmland och ingår i Göta älvs huvudavrinningsområde. Abborrtjärnen ligger i Kölarna Natura 2000-område.